# 霍恩卡斯爾
霍恩卡斯爾（英語：Horncastle）是英格蘭林肯郡的城鎮和民政教區，位於林肯以東17英里（27）。據2011年人口普查，霍恩卡斯爾有人口6,815人。